# کوزلسک
شهر کوزلسک (به روسی: Козельск) در کشور روسیه و در استان کالوگا واقع شده‌است.
جمعیت این شهر ۱۹۲۶۹ نفر است و در کنار رود ژیزدرا و در ۷۲ کیلومتری جنوب غرب شهر کالوگا واقع شده‌است.

## پیشینه
نام شهر کوزلسک از سال ۱۱۴۶ در منابع تاریخی دیده می‌شود. کوزلسک در بهار ۱۲۳۸ یعنی زمانی که شاهزاده واسیلی هفت‌ساله، شاهزاده شهر کوزلسک و پسر تیتوس، در برابر لشکر باتوخان مغول به دفاع از شهر پرداخت مشهور شد. باتوخان کوزلسک را «شهر پلید» نامید زیرا اهالی آن هفت هفته پیاپی در برابر مغول‌ها ایستادگی کرده و چهار هزار نفر از حمله‌کنندگان را کشتند. شمار سربازان مغول بسیار بیشتر از اهالی بود و تقریباً همه مردم کوزلسک در این نبرد کشته شدند.
در سال ۱۴۴۶ کوزلسک موقتاً زیر حاکمیت دوک‌نشین اعظم لیتوانی قرار گرفت ولی در سال ۱۴۹۴ سرانجام به حکومت مسکووی ضمیمه گشت. در سال ۱۶۰۷ یکی از یگان‌های ایوان بولوتنیکوف در کوزلسک مستقر شده و در برابر ارتش تزار مقاومت کرد. شهر کوزلسک در سال ۱۹۴۱ توسط ارتش آلمان تصرف شده و کاملاً ویران شد. این شهر پس از جنگ دوباره ساخته شد.

## نگارخانه

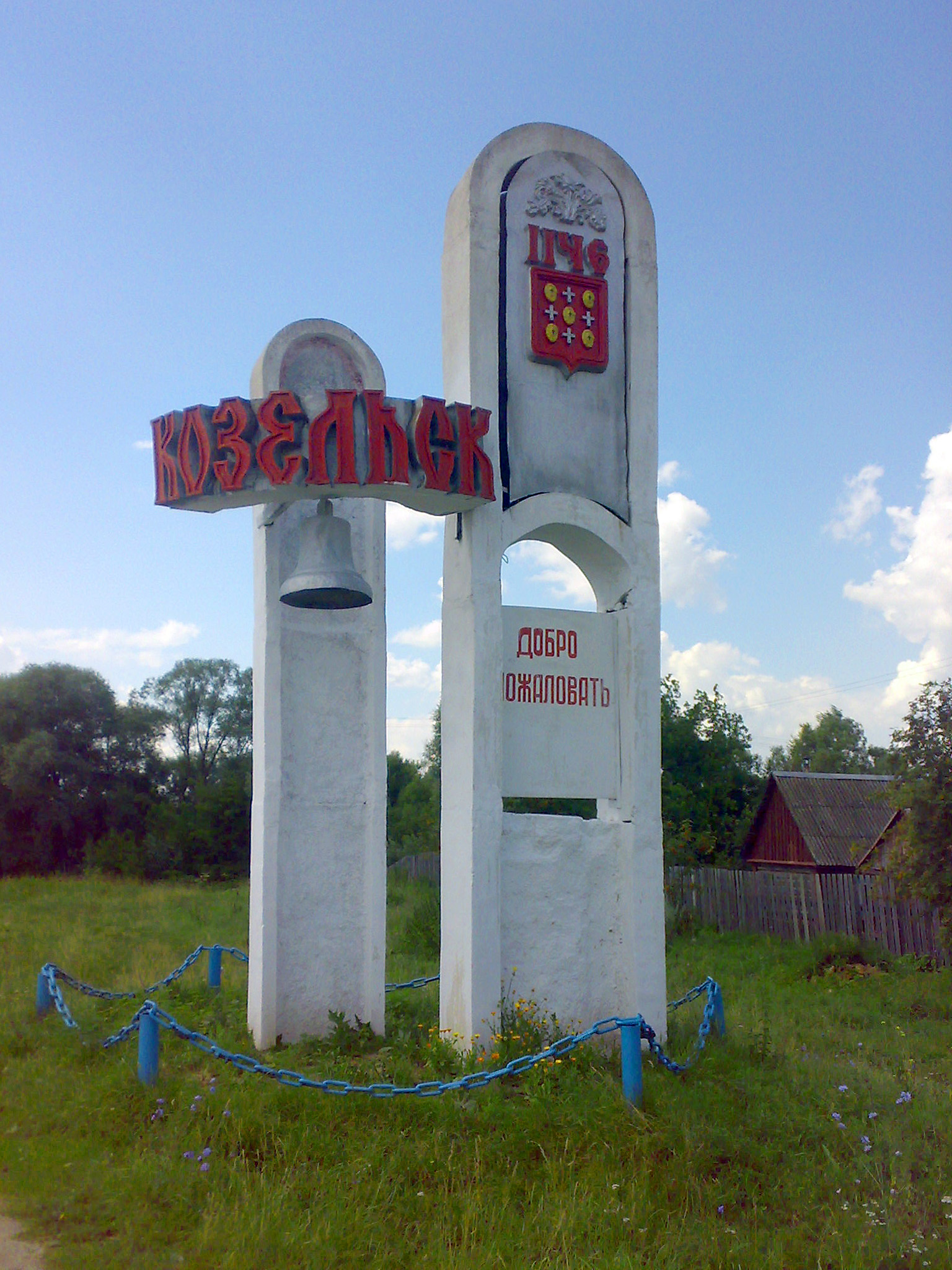
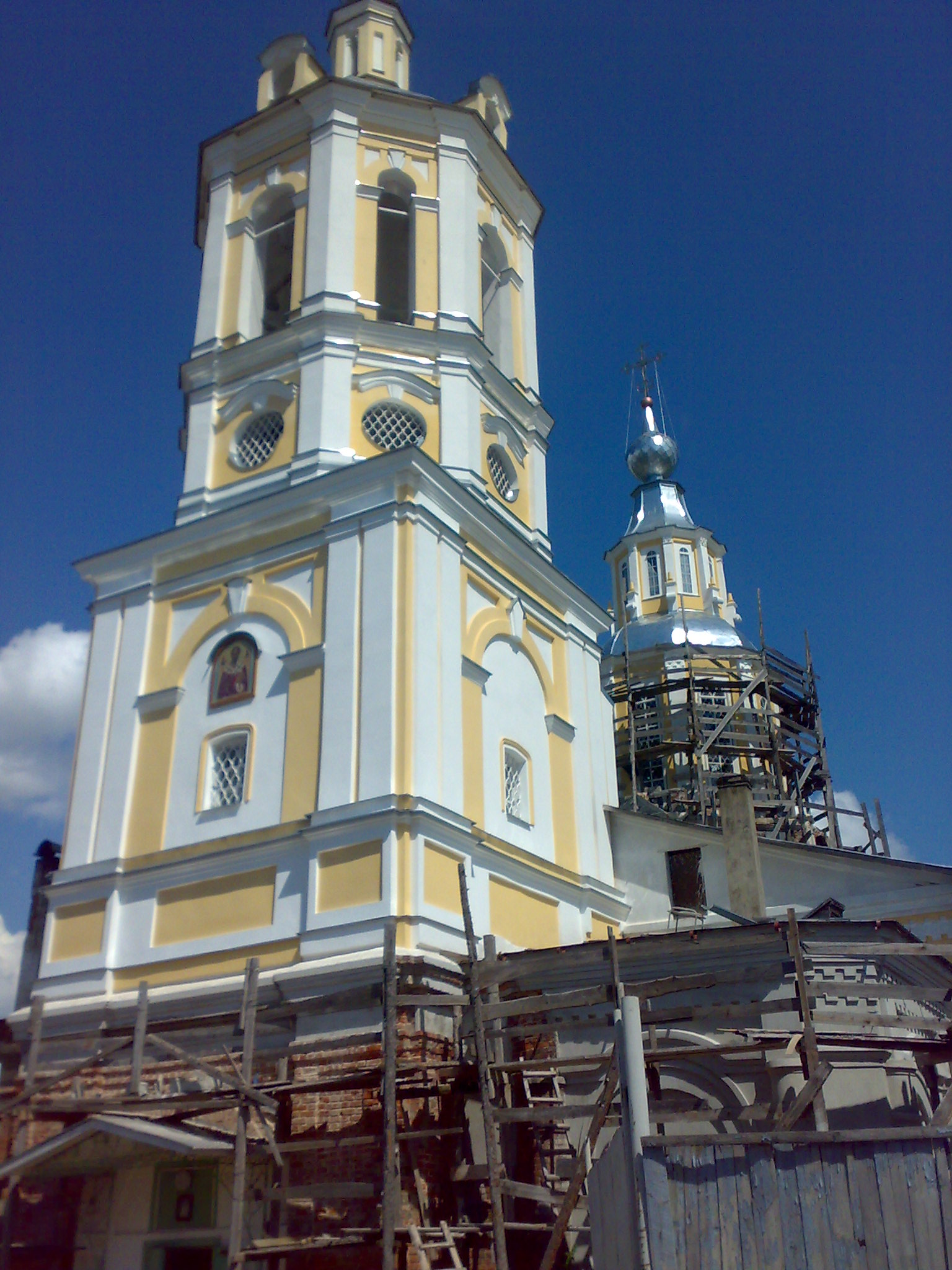
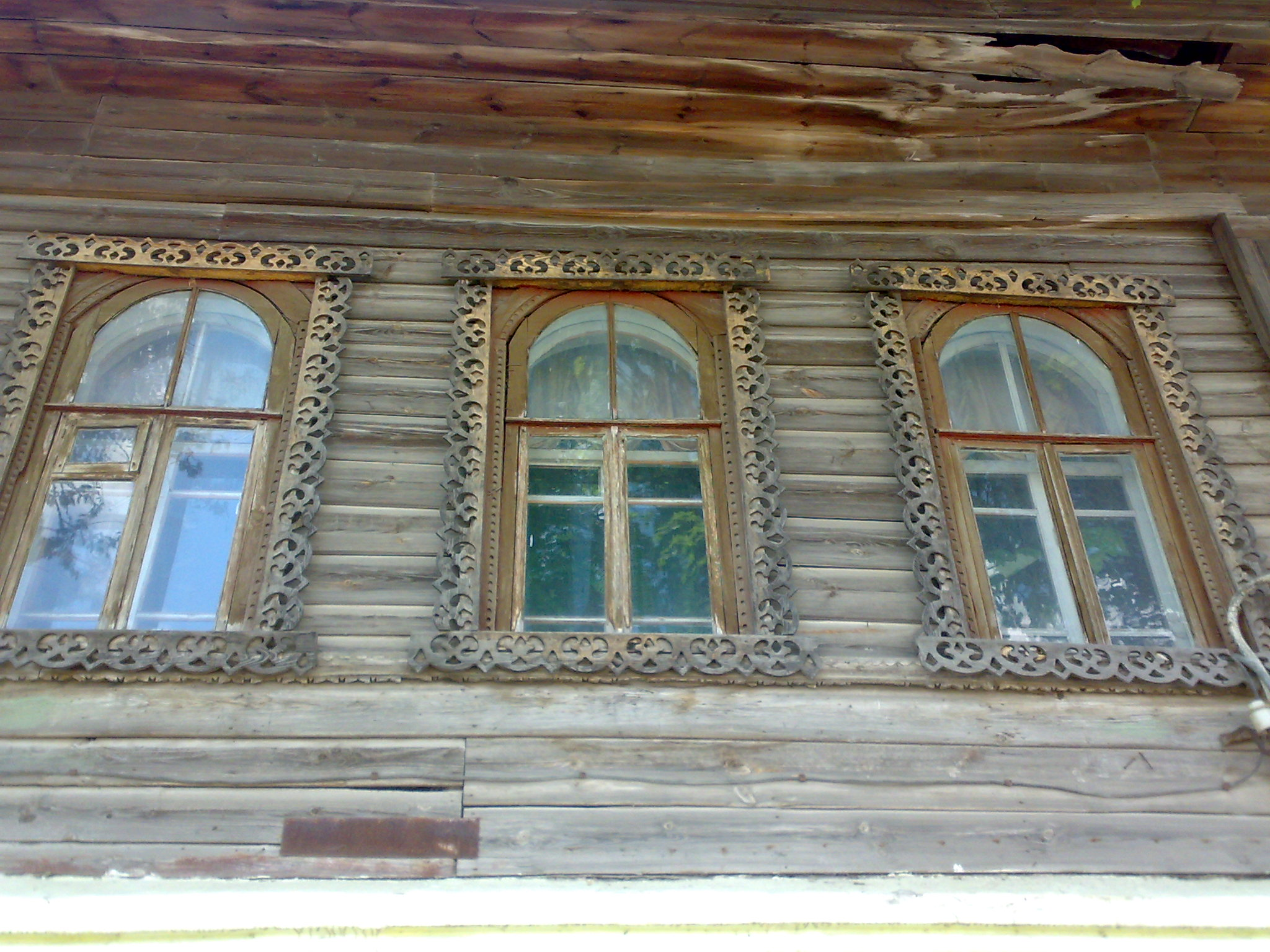